# Karina Krawczyk
Karina Krawczyk (ur. 5 sierpnia 1971 w Gdańsku) – niemiecka aktorka filmowa, telewizyjna i teatralna, modelka polskiego pochodzenia.

## Życiorys

### Wczesne lata
Urodziła się w Gdańsku. Ukończyła kurs aktorski przy szkole teatralnej Jacquesa Lecoqa i Ariane Mnouchkine w Théâtre du Soleil w Paryżu.

### Kariera
W 1993 zadebiutowała w głównej roli w filmie Die Menschen sind wie Wölfe. W 1994 nad Sekwaną wystąpiła na scenie w przedstawieniu Kabaret. W latach 1994–1997 była związana z Teatrem Kreatur w Berlinie, gdzie występowała m.in. w spektaklach: Kawałek raju (Ein Stück vom Paradies) i Prorok Ilja (Prophet Ilja).
W 1998 zagrała tytułową postać w filmie telewizyjnym transmitowanym w ZDF Francis z udziałem Jochena Horsta i Marka Włodarczyka oraz po raz pierwszy pojawiła się na dużym ekranie w komedii Wdowy (Widows – Erst die Ehe, dann das Vergnügen) z Ornellą Muti i Uwe Ochsenknechtem.
Od tego czasu gra w różnych produkcjach filmowych i telewizyjnych, w tym jako Mila w komedii sensacyjnej Bang Boom Bang – Ein todsicheres Ding (1999) u boku Markusa Knüfkena, Alexandry Neldel, Jochena Nickela i Tila Schweigera, z którym zagrała główną rolę kobiecą jako Nico w dreszczowcu Der Eisbär (1998), za którą została nominowana do New Faces Award.
Wystąpiła jako Silvia Pröllinger w filmie familijnym Paulas Geheimnis (2006). W latach 2010–2014 występowała w roli Danuty w serialu ARD Mord mit Aussicht. Znalazła się w obsadzie jako Róża w melodramacie wojennym Zagubiony czas (Die verlorene Zeit, 2011) z Mateuszem Damięckim, Shantel VanSanten, Mirosławem Zbrojewiczem, Florianem Lukasem i Joanną Kulig.
Oprócz pracy jako aktorka, od czasu do czasu prezentowała modę. Pojawiła się w teledysku zespołu Die Ärzte „Mach die Augen zu” (1993) i wideoklipie Die Toten Hosen „Kein Alkohol (ist auch keine Lösung)!” (2002).
Zimą 2006 na deskach Theater am Kurfürstendamm grała rolę Cecily Carde w komedii Oscara Wilde’a Bądźmy poważni na serio. W sezonie 2009/2010 była obsadzona w komedii szekspirowskiej Jak wam się podoba.
Ze związku z Campino ma syna Juliana Lenna (ur. 9 marca 2004).

## Wybrana filmografia

### filmy fabularne
- 1997: Same Old Story jako Rosa
- 1999: Babyraub – Kinder fremder Mächte (TV) jako Ingrid
- 1999: Francis (TV) jako Francis
- 1998: Der Strand von Trouville jako Nathalie
- 1999: Bang Boom Bang – Ein todsicheres Ding jako Mila
- 2000: Der Sommer mit Boiler (TV) jako Sonja Gerber
- 2000: Mind Hunter (TV) jako Katja
- 2000: Die Unbesiegbaren (TV) jako Katja Marx
- 2001: Heinrich der Säger jako Braun
- 2002: Der Morgen nach dem Tod (TV) jako Janine / Viola
- 2006: Paulas Geheimnis jako Silvia Pröllinger
- 2007: Nachmittag jako polska pokojówka
- 2011: Zagubiony czas (Die verlorene Zeit) jako Róża

### seriale TV
- 1998: T.E.A.M. Berlin jako Pani Winter
- 1998: Im Namen des Gesetzes jako Daniela Weiss
- 2001: Telefon 110 (Polizeiruf 110) – odc.: „Die Frau des Fleischers” jako Betsy Cordes
- 2004: Einmal Bulle, immer Bulle jako Marina Marsten
- 2007: Verrückt nach Clara jako Heike
- 2009: Flemming jako Sophie Helmer
- 2010-2014: Mord mit Aussicht jako Danuta
- 2014: Koslowski & Haferkamp jako Ursula Lump
- 2015: SOKO Wismar jako Sandra Meier